# Sekundærrute 585
De Sekundærrute 585 is een secundaire weg in Denemarken. De weg loopt van Brønderslev naar Frederikshavn. De Sekundærrute 585 loopt door Noord-Jutland en is ongeveer 39 kilometer lang.